# دفنة ياسمينية
دفنة ياسمينية (الاسم العلمي:Daphne jasminea) هي نوع من النباتات تتبع جنس الدفنة من الفصيلة المثنانية.